# Phelline floribunda
Phelline floribunda är en tvåhjärtbladig växtart som beskrevs av Henri Ernest Baillon. Phelline floribunda ingår i släktet Phelline och familjen Phellinaceae. Inga underarter finns listade i Catalogue of Life.